# 천출명장 발언파문
천출명장 발언파문(賤出名將 發言波紋)이란 2004년 4월 2일 금강산에서 개최된 남북이산가족 상봉사업에서 대한민국 통일부 직원이 던진 농담성 발언으로 인해 남북간에 벌어진 해프닝을 말한다. 단경왕후가 중종을 사모하면서 바위에 치마를 씌웠다는 전설이 있는 치마바위에 한글로 새겨진 천출명장 김정일장군(天出名將 金正日將軍)이라는 문구에 대해 북한측 직원과 함께 점심을 먹던 통일부 사무관이 천출에는 "하늘이 내린"이라는 의미 외에 "천한 출신"이라는 뜻도 있다고 농담성 발언을 하였다. 이 발언을 들은 북측 연락관이 평양 당국에 보고하자 북측에서는 이날 오후에 예정된 일정을 취소하겠다고 통보하였고, 발언 당사자를 북측에 인도할 것을 요구하였다. 남북은 밤샘협상을 통해 남측이 유감표명을 하고, 문제의 발언자를 남북담당자접촉에서 배제하는 선에서 마무리지었다. 이 사건으로 인하여 약 16시간 동안 이산가족상봉의 공식일정이 지체되었다.